# Bhaktapurski kraljevi trg
Bhaktapurski kraljevi trg ali Trg Bhaktapur Durbar  (Nepal Bhasa: Devanagari - व्वप लायकू) je trg pred kraljevo palačo starega kraljestva Bhaktapur, na 1400 metrih nadmorske višine . Je na Unescovem seznamu svetovne dediščine.
Trg je v trenutnem mestu Bhaktapur, znanem tudi kot Khwopa , ki leži 13 km vzhodno od Katmanduja. Medtem ko je kompleks sestavljen iz vsaj štirih ločenih trgov (Kraljevi trg, trg Taumadhi, trg Dattatreya in Lončarski trg ), je celotno območje neformalno znano kot trg Bhaktapur Durbar in je zelo obiskano mesto v Katmandujski dolini.

## Glavne znamenitosti
Glavne znamenitosti tega trga so: 

### Nge Nyapa Jhya Laaykoo (palača 55 oken)
Palača petinpetdesetih oken (Nge Nyapa Jhya Laaykoo, Devanagari: ङेङापा झ्यः लायकू,) je bila zgrajena v času vladavine kralja Bhupatindra Malla, ki je vladal od 1696 do 1722 in je bila dokončana  leta 1754 v času njegovega sina Ranjita Malla.

### Tempelj Vatsala
Tempelj Vatsala je bil kamnit tempelj, posvečen boginji Vatsala Devi, ki je vključeval številne rezbarije. Bil je najbolj znan po svojem srebrnem zvonu, ki je bila znan lokalnim prebivalcem kot 'zvonec psov, ki so lajali', saj so psi v bližini lajali in tulili. Kolosalni zvon je kralj Ranjit Malla obesil leta 1737 in je bil uporabljen za vsakodnevno policijsko uro. Vsako jutro je zvonil, ko so častili boginjo Taleju. Kljub temu, da je bil tempelj popolnoma porušen zaradi potresa v Gorkhi leta 2015, zvon ostaja nedotaknjen.

### Kip Bhupatindra Malla
Kip kralja Bhupatindra Malla v čaščenju je na stebru pred palačo. Od mnogih kipov na trgu je ta najbolj veličasten.

### Tempelj Nyatapola
Njatapola v jeziku Nevarcev pomeni 'pet nadstropij' - simbol petih osnovnih elementov. To je največja in najvišja pagoda v Nepalu, ki je bila zgrajena s takšno arhitekturno dovršenostjo in umetniško lepoto. Temelj templja naj bi bil širši od njegove baze. Tempelj je odprt za javnost enkrat letno – v času praznovanja Dashainu (v septembru ali oktobru, začenši od shukla paksha (svetla lunarna dva tedna) meseca Ašvina in se konča na Purnimi, polni luni; med petnajstimi dnevi praznovanja so najpomembnejši prvi, sedmi, osmi, deveti, deseti in petnajsti dan). Boginja, ki ji je tempelj posvečen, je boginja Shiddhilaxmi in kot stražarji so zgrajeni kipi, kar lahko vidimo v petih slojih baze. Rečeno je, da so za dokončanje tega templja potrebovali tri generacije. Tempelj je znan kot pancha tale mandira.

### Tempelj Bhairava Nath
Tempelj Bhairab Nath je posvečen Bhairavi, najbolj kruti manifestaciji Šive.

### Lun Dhwākhā (Zlata vrata)
Lun Dhwākhā (Devanagari लुँ ध्वाखा ali 'Zlata vrata') naj bi bil najlepši in bogato oblikovan primerek te vrste na celem svetu. Vrata obvladujeta figuri hindujskih bogov Kali in Garuda (mitološki grifin), ki ju oskrbujeta dve nebeški nimfi. Krasijo jih pošasti in druga hindujska mitska bitja čudovito zapletena. Percy Brown, ugledni angleški umetnostni kritik in zgodovinar, je opisal Zlata vrata kot »najlepše umetniško delo v celotnem kraljestvu; postavljeno je kot dragulj, ki v čudoviti okolici utripa nešteto faset«. Vrata je postavil kralj Ranjit Malla in je vhod v glavno dvorišče palače s petinpetdesetimi okni.

### Levja vrata
Veličastna in lepa vrata so zgradili obrtniki, katerih roke je po zaključku dal odsekati kralj Bhadgoun, tako da ne bi mogli več izdelati takšnih mojstrovin.

### Tempelj Mali Pashupati
Tempelj svetega boga Šive, mali Pašupati, naj bi bil zgrajen tik pred palačo, ko je o tem sanjal kralj Bhadgoan.

## Templji
Erotični tempelj slonov — Na levi tik pred vhodom na trg je hiti (vodni rezervoar). Nekaj korakov pred tem, a na drugi strani ceste, le 100 metrov pred vhodom, je majhen dvostrešni tempelj Šiva-Parvati z nekaj erotičnimi rezbarijami. Ena od njih prikazuje par slonov, ki kopulirata, v misijonarskem položaju: Kisi (slon) Kamasutra.
Ugračandi in Ugrabhairab — V bližini glavnih vrat na zahodnem koncu lahko občudujete par večrokih kipov groznega boga Ugrabhairaba in njegovega nasprotnika Ugračandija, strašne manifestacije Šivine žene Parvati. Kipi segajo v leto 1701 in pravijo, da si je nesrečen kipar kasneje odrezal roke, da bi mu preprečili kopiranje svojih mojstrovin. Ugračandi ima osemnajst rok z orožjem in je v položaju, da nehote ubije demona (bika). Bhairab ima dvanajst rok, bog in boginja pa imata ogrlice iz človeških glav.
Tempelj Ramešvar — Prvi tempelj, ki ga opazimo na desni strani vrat, je Ramešvar, pred templjem Gopi Nath, ki je slog Gum Baja. Je odprto svetišče s štirimi stebri in je posvečeno Šivi. Ime Ramešvar prihaja iz tega, da je bil Ram kot inkarnacija Višnuja, ki je imel originalno Mahadevi tempelj, zgrajen pri templju Ramešvar v južni Indiji.
Tempelj Badrinath — Majhen tempelj zahodno od templja Gopi Nath, lokalno znan kot Badri Narayan, je posvečen Višnuju in Narajanu.
Tempelj Gopi Nath — Dvostrešna pagoda je tempelj Gopi Nath, ki je povezan s templjem Ramešvar, v katerem so tri božanstva Balaram, Subhadra in Krišna. Težko je videti božanstva, saj so vrata večinoma zaprta. Tempelj je znan tudi kot Jaganath, ki je še ena oblika, ki jo je prevzel Višnu. Dwarka, znan tudi kot Tempelj Krišne, hrani tri božanstva od leve proti desni: Satyabhama, Krišna in Radha. Njihove podobe so izklesane v kamnu. V mesecu Mangsir (november / december) božanstva postavijo na nosila in jih nosijo okoli po mestu.
Tempelj Kedarnath — Iz terakote narejena šikara je tempelj Kedarnath (Šiva).
Kip Hanumana — Vhod v Narodno umetniško galerijo spremlja figura Hanumana, opičjega boga, ki se v tantrični obliki pojavlja kot štiriroki Hanuman Bhairab. Hanumana častijo za moč in predanost.
Tempelj Vatsala Devi — Neposredno pred palačo in ob kraljevem kipu, poleg zvona Taleju, je tempelj Vatsala Devi. Ta tempelj v slogu šikare je v celoti zgrajen v peščenjaku. Zgrajen je na tritočkovnem podstavku in ima podobnosti s templjem Krišne v Patanu. Posvečen je Vatsala Devi, obliki boginje Durge. Tempelj je prvotno zgradil kralj Jitamitra Malla leta 1696. Strukturo, ki jo lahko vidimo danes, pa je rekonstruiral kralj Bhupatindra Malla in sega v pozno 17. ali v začetek 18. stoletja. Za templjem je vodni vir, imenovan Dhunge Dhara, poleg njega stoji Chayslin Mandap.

## Lega
Trg Durbar pravzaprav palača s 55 okni, ki jo je zgradil kralj Jitamitra Malla, je bil dom kraljeve uprave do leta 1769. Zdaj je to Narodna galerija. V bližini so Zlata vrata, ki vodijo v Mulchok dvorišče, ki je dom templja Taleju. Ta tempelj, tako kot drugi v glavnih mestih Katmandujske doline, je posvečen boginji Taleju Bhawani in vključuje svetišča, tako Taleju Bhawani kot tudi Kumari. Vhod v tempelj je omejen in živa boginja strogo prepoveduje fotografiranje.
Trg Durbar je obdan s spektakularno arhitekturo in živahno prikazuje veščine nevarskih umetnikov in obrtnikov iz različnih pokrajin. Kraljeva palača je bila prvotno na trgu Dattaraya in se je kasneje preselila na mesto današnjega Kraljevega trga.

## Vpliv potresov
Bhaktapurski kraljevi trg je bil v potresu leta 1934 hudo poškodovan in se zato zdi bolj prostoren kot druga dva v Katmanduju in Patanu. 
Prvotno je bilo na to mesto priključenih 99 dvorišč, zdaj pa jih je ostalo samo šest. Pred potresom leta 1934 so bile tri ločene skupine templjev. Trenutno je trg obdan z zgradbami, ki so preživele potres.
25. aprila 2015 je še en velik potres poškodoval številne stavbe na trgu. Glavni tempelj na trgu Bhaktapurja je izgubil svojo streho, medtem ko je bil porušen tudi tempelj Vatsala Devi, znan po peščenih stenah in zlatih pagodah. 